# Jorge Schvarzer
Jorge Schvarzer (Buenos Aires, 25 de octubre de 1938-Buenos Aires, 27 de septiembre de 2008) fue un intelectual, ingeniero, economista y profesor argentino. Se dedicó especialmente a temas relacionados con el desarrollo industrial argentino y fue coautor del Plan Fénix.

## Estudios
Cursó estudios primarios en el Instituto Bernasconi y secundarios en un colegio industrial, de donde egresó en 1956. Al año siguiente ingresó a la Universidad de Buenos Aires en la carrera de Ingeniería Civil de la que obtuvo el título en 1962. Con una beca de posgrado se especializó en Ingeniería Ferroviaria en 1965.  
Fue militante estudiantil en una agrupación de izquierda y tuvo como referente académico a Milcíades Peña, un intelectual marxista, aunque no se sentía identificado con esa corriente de pensamiento.

## Trayectoria
Participó en 1964 con Milcíades Peña en la edición de la revista Fichas de Investigación Económica y Social, publicación centrada en el análisis de los temas argentinos que se publicó hasta el golpe de Estado de Onganía en 1966. Los autores de la revista firmaban con seudónimos que utilizaban indistintamente unos y otros, con lo cual es imposible definir quién es el redactor original de cada escrito. Uno de los seudónimos utilizados fue Víctor Testa, nombre que continuó usando más tarde Schvarzer en sus trabajos teóricos.   
Comenzó a trabajar en Ferrocarriles Argentinos cumpliendo el requisito de la beca que le había sido otorgada. En 1965 viajó a Japón con una beca de la embajada de ese país; permaneció allí dos meses conociendo fábricas y ferrocarriles, y aprendiendo acerca de las modalidades industriales y tecnológicas de un país oriental desarrollado. En ese viaje visitó también empresas ferroviarias en Estados Unidos.
De regreso a la Argentina trabajó en varias empresas nacionales y multinacionales como consultor en temas de logística de transporte y en estudios de mercado sobre sectores fabriles, y en 1970 se incorporó en el BCEOM, una consultora especializada en planes de transporte de París, Francia, en donde estuvo hasta 1972. 
En 1973 fue nombrado director del departamento de Economía de la Facultad de Ingeniería; allí comenzó su labor docente como profesor de Economía Argentina, la que fue interrumpida al año siguiente durante la intervención de la Universidad cuando fue expulsado. 
Más tarde trabajó en el Centro de Investigaciones Sociales sobre el Estado y la Administración (Cisea) junto a intelectuales como Jorge Roulet (director), Dante Caputo y Jorge Federico Sabato, en el que fue nombrado director en 1983 y en donde permaneció hasta su cierre ocurrido en los primeros años de la década de 1990. En ese período se concentró en el estudio de grandes empresas de la Argentina para poder evaluar la evolución industrial; con los datos obtenidos confeccionó un ranking de empresas que fue publicado en la revista Prensa Económica anualmente. También se dedicó al estudio de los grandes sectores productivos y la deuda externa entre otros temas.
Participó en seminarios en Francia (París), México (D. F.), España (Madrid), Brasil (São Paulo, Porto Alegre), Chile (Santiago), Canadá (Montreal), y fue profesor en la Universidad de París III, la Universidad de París VII, la Universidad Autónoma de México, la Universidad Federal de Río Grande del Sur y la Universidad de Montevideo.
Fue miembro del Consejo Latinoamericano de Ciencias Sociales (CLACSO) durante ocho años, y docente investigador en la Facultad de Ciencias Económicas de la Universidad de Buenos Aires a partir de 1994. Creó el Centro de Estudios Económicos de la Empresa y el Desarrollo (CEEED) y el Centro de Estudios sobre la Situación y Perspectivas de la Argentina (Cespa).

## Libros
Algunos de los títulos publicados:
- Schvarzer, Jorge; Gómez, Teresita; Regalsky, Andrés (2006). La primera gran empresa de los argentinos: el Ferrocarril del Oeste (1854-1862) (Compilación). Buenos Aires, Argentina: Fondo de Cultura Económica. p. 267. ISBN 9789505576791.
- ——— (2002). Convertibilidad y deuda externa. Buenos Aires, Argentina: Eudeba. p. 86. ISBN 9789502312590.
- ——— (1996). La industria que supimos conseguir. Buenos Aires, Argentina: Planeta. p. 370. ISBN 9789507426902.
- ——— (1991). Empresarios del pasado. La Unión Industrial Argentina. Buenos Aires, Argentina: Imago Mundi. p. 315. ISBN 9789509967175.
- ——— (1990). Un modelo sin retorno: dificultades y perspectivas de la economía argentina. Buenos Aires, Argentina: Centro de Investigaciones Sociales sobre el Estado y la Administración. p. 114. ISBN 9789509305168.
- ——— (1989). Bunge & Born: crecimiento y diversificación de un grupo económico. Buenos Aires, Argentina: Centro de Investigaciones Sociales sobre el Estado y la Administración. p. 81. ISBN 9789506940485. «Texto originalmente presentado en un seminario en Tokio y publicado en japonés».
- ——— (1987). Promoción industrial en Argentina: características, evolución y resultados. Buenos Aires, Argentina: Centro de Investigaciones Sociales sobre el Estado y la Administración. p. 121. ISBN 9789509305113.
- ——— (1986). La política económica de Martínez de Hoz. Buenos Aires, Argentina: Hyspamérica. p. 453. ISBN 9789506146290.
- Schvarzer, Jorge; Sabato, Jorge Federico (1983). Funcionamiento de la economía y poder político en la Argentina: trabas para la democracia. Buenos Aires, Argentina: Centro de Investigaciones Sociales sobre el Estado y la Administración. p. 32. OCLC 23535424.
- ——— (1983). Argentina, 1976-81: el endeudamiento externo como pivote de la especulación financiera. Buenos Aires, Argentina: Centro de Investigaciones Sociales sobre el Estado y la Administración. p. 61. OCLC 10229218.
- ——— (1981). Expansión económica del estado subsidiario, 1976-1981. Buenos Aires, Argentina: Centro de Investigaciones Sociales sobre el Estado y la Administración. p. 141. OCLC 10480473.
- ——— (1973). El modelo japonés. Buenos Aires, Argentina: Ciencia Nueva. p. 95. ISBN 9789507426902. «Escrito sobre la base de los artículos periodísticos que publicó en el diario El Economista a partir de su viaje a Japón.»